# Chromista
Chromista é um supergrupo que abrange várias algas e plantas, englobando diversos grupos de algas com Clorofila A e C, cloroplastos com quatro membranas, localizado no lúmem do retículo endoplasmático rugoso e adquirido por endossimbiose secundária (protista fagocitário + planta endossimbionte). Secundariamente, podem apresentar fucoxantina e crisolaminarina como pigmentos acessórios. 
Chromista como táxon foi criado pelo biólogo britânico Thomas Cavalier-Smith em 1981 para distinguir os estramenópilos, haptófitos e criptófitos. De acordo com Cavalier-Smith, o reino originalmente consistia principalmente de eucariotos fotossintéticos (algas), mas mais tarde ele trouxe muitos heterótrofos (protozoários) para o grupo proposto. Em 2018, o reino era quase tão diverso quanto reinos como Plantae e Fungi, consistindo em oito filos. Membros notáveis incluem algas marinhas, praga da batata, dinoflagelados, paramécios, o parasita cerebral Toxoplasma e o parasita da malária Plasmodium.
Se o ancestral já possuía cloroplastos derivados por endossimbiose de algas vermelhas, todos os Chromistas não fotossintéticos perderam secundariamente a capacidade de fotossintetizar. Seus membros podem ter surgido independentemente como grupos evolutivos separados do último ancestral comum eucariótico.
São também caracterizados pela presença de célula heteroconta em algum estágio da vida. Caracteristicamente, estas células possuem dois flagelos anteriores sendo um liso e um com mastignonemas, também chamado de flagelo pleuroneumático. Os mastigonemas são projeções perpendiculares ao eixo principal do flagelo que dão a ele um aspecto semelhante ao de uma pena.

## Taxonomia
O reino Chromista engloba três divisões como segue:
- Stramenopiles
- Cryptophyta
- Haptophyta

Thomas Cavalier-Smith propôs o Reino Chromalveolata (no qual engloba os Alveolata, atualmente pertencente ao Reino Protista), entretanto ainda não esclareceu muitas linhas diferentes de protistas cujas relações não são compreendidas por este sistema de classificação que ele sugeriu. Os cladistas consideram os vários clades de Protistas como subgrupos diretos dos eucariotas, com a admissão de que não conhecem ainda o suficiente sobre eles para arranjá-los em uma hierarquia.

### Cavalier-Smith 2018
Cavalier-Smith fez uma nova análise de Chromista em 2018 na qual classificou todos os cromistas em 8 filos (Gyrista corresponde aos filos Ochrophyta e Pseudofungi, Cryptista corresponde aos filos Cryptista, Endohelea, Picomonadea, Telonemea, Haptista corresponde aos filos Haptophyta e Heliozoa):
|          | Cryptista                                               |
|          |                                                         |
| Haptista | \| \| Heliozoa \| \| \| \| \| \| Haptophyta \| \| \| \| |
|          | \| \| Heliozoa \| \| \| \| \| \| Haptophyta \| \| \| \| |
|          | Heliozoa                                                |
|          |                                                         |
|          | Haptophyta                                              |
|          |                                                         |

|  | Heliozoa   |
|  |            |
|  | Haptophyta |
|  |            |

|  | Cercozoa  |
|  |           |
|  | Retaria — |
|  |           |

|  | Ciliophora |
|  |            |
|  | Miozoa     |
|  |            |

|  | \| \| Bigyra \| \| \| \| \| \| Gyrista \| \| \| \| |
|  |                                                    |
|  | Bigyra                                             |
|  |                                                    |
|  | Gyrista                                            |
|  |                                                    |

|  | Bigyra  |
|  |         |
|  | Gyrista |
|  |         |

|  | Ciliophora |
|  |            |
|  | Miozoa     |
|  |            |

|  | \| \| Bigyra \| \| \| \| \| \| Gyrista \| \| \| \| |
|  |                                                    |
|  | Bigyra                                             |
|  |                                                    |
|  | Gyrista                                            |
|  |                                                    |

|  | Bigyra  |
|  |         |
|  | Gyrista |
|  |         |

|  | Cercozoa  |
|  |           |
|  | Retaria — |
|  |           |

|  | Ciliophora |
|  |            |
|  | Miozoa     |
|  |            |

|  | \| \| Bigyra \| \| \| \| \| \| Gyrista \| \| \| \| |
|  |                                                    |
|  | Bigyra                                             |
|  |                                                    |
|  | Gyrista                                            |
|  |                                                    |

|  | Bigyra  |
|  |         |
|  | Gyrista |
|  |         |

|  | Ciliophora |
|  |            |
|  | Miozoa     |
|  |            |

|  | \| \| Bigyra \| \| \| \| \| \| Gyrista \| \| \| \| |
|  |                                                    |
|  | Bigyra                                             |
|  |                                                    |
|  | Gyrista                                            |
|  |                                                    |

|  | Bigyra  |
|  |         |
|  | Gyrista |
|  |         |

|          | Cryptista                                               |
|          |                                                         |
| Haptista | \| \| Heliozoa \| \| \| \| \| \| Haptophyta \| \| \| \| |
|          | \| \| Heliozoa \| \| \| \| \| \| Haptophyta \| \| \| \| |
|          | Heliozoa                                                |
|          |                                                         |
|          | Haptophyta                                              |
|          |                                                         |

|  | Heliozoa   |
|  |            |
|  | Haptophyta |
|  |            |

|  | Cercozoa  |
|  |           |
|  | Retaria — |
|  |           |

|  | Ciliophora |
|  |            |
|  | Miozoa     |
|  |            |

|  | \| \| Bigyra \| \| \| \| \| \| Gyrista \| \| \| \| |
|  |                                                    |
|  | Bigyra                                             |
|  |                                                    |
|  | Gyrista                                            |
|  |                                                    |

|  | Bigyra  |
|  |         |
|  | Gyrista |
|  |         |

|  | Ciliophora |
|  |            |
|  | Miozoa     |
|  |            |

|  | \| \| Bigyra \| \| \| \| \| \| Gyrista \| \| \| \| |
|  |                                                    |
|  | Bigyra                                             |
|  |                                                    |
|  | Gyrista                                            |
|  |                                                    |

|  | Bigyra  |
|  |         |
|  | Gyrista |
|  |         |

|  | Cercozoa  |
|  |           |
|  | Retaria — |
|  |           |

|  | Ciliophora |
|  |            |
|  | Miozoa     |
|  |            |

|  | \| \| Bigyra \| \| \| \| \| \| Gyrista \| \| \| \| |
|  |                                                    |
|  | Bigyra                                             |
|  |                                                    |
|  | Gyrista                                            |
|  |                                                    |

|  | Bigyra  |
|  |         |
|  | Gyrista |
|  |         |

|  | Ciliophora |
|  |            |
|  | Miozoa     |
|  |            |

|  | \| \| Bigyra \| \| \| \| \| \| Gyrista \| \| \| \| |
|  |                                                    |
|  | Bigyra                                             |
|  |                                                    |
|  | Gyrista                                            |
|  |                                                    |

|  | Bigyra  |
|  |         |
|  | Gyrista |
|  |         |